# Koledar svetnikov
Koledar svetnikov označuje, na kateri dan goduje določeni svetnik.

## Januar
- 1. januar: Marija, sveta Božja mati
- 2. januar: sv. Bazilij Veliki in Gregor Nacianški, škof in cerkveni učitelj
- 3. januar: Presveto Jezusovo ime
- 4. januar: sv. Elizabeta, redovnica; sv. Angela, redovnica
- 5. januar: Sv. Simeon, puščavnik
- 6. januar: Gospodovo razglašenje, trije kralji
- 7. januar: sv. Rajmund, duhovnik
- 8. januar: sv. Severin, opat
- 9. januar: sv. Hadrijan, opat
- 10. januar: sv. Agaton, papež
- 11. januar: sv. Pavlin Oglejski, škof
- 12. januar: sv. Ernest, škof, sv. Tatjana, mučenka
- 13. januar: sv. Hilarij, škof
- 14. januar: sv. Feliks, duhovnik
- 15. januar: sv. Pavel, puščavnik
- 16. januar: sv. Marcel I., papež
- 17. januar: sv. Anton Puščavnik, opat
- 18. januar: sv. Marjeta Ogrska, devica
- 19. januar: sv. Makarij, opat
- 20. januar: sv. Fabijan in Sebastijan, mučenca
- 21. januar: sv. Neža, mučenka
- 22. januar: bl. Lavra Vicuna; sv. Vincencij, diakon, mučenec
- 23. januar: sv. Henrik, spokornik
- 24. januar: sv. Frančišek Saleški, škof, sv. Matija
- 25. januar: Spreobrnitev apostola Pavla, praznik
- 26. januar: sv. Timotej in Tit, škofa
- 27. januar: sv. Angela Merici, ustanoviteljica uršulink
- 28. januar: sv. Tomaž Akvinski, duhovnik
- 29. januar: sv. Valerij, škof
- 30. januar: sv. Martina, mučenka
- 31. januar: sv. Janez Bosko, duhovnik

## Februar
- 1. februar: sv. Brigita Irska, devica
- 2. februar: Jezusovo darovanje - svečnica, praznik
- 3. februar: sveti Blaž, škof, mučenec
- 4. februar: sv. Gilbert
- 5. februar: sv. Agata, mučenka
- 6. februar: sv. Pavel Miki in drugi japonski mučenci
- 7. februar: sv. Egidij, redovnik; sv. Koleta
- 8. februar: sv. Hieronim Emiliani, vzgojitelj
- 9. februar: sv. Apolonija, devica, mučenka
- 10. februar: sv. Sholastika, devica
- 11. februar: Lurška Mati Božja
- 12. februar: sv. Aleksij, škof; sv. Evlalija
- 13. februar: sv. Kristina, vdova; sv. Jordan
- 14. februar: sv. Valentin, mučenec
- 15. februar: sv. Klavdij, redovnik
- 16. februar: sv. Julijana, mučenka
- 17. februar: sv. Aleš, redovni ustanovitelj
- 18. februar: sveta Bernardka Soubirous, sveti Flavijan
- 19. februar: sv. Bonifacij, škof
- 20. februar: sv. Leon, škof
- 21. februar: sveta Irena Rimska, sveta Eleonora, sveti Peter Damiani
- 22. februar: Sedež apostola Petra
- 23. februar: sv. Polikarp, mučenec
- 24. februar/25. februar: sveti Matija, apostol
- 25. februar/26. februar: sveti Feliks II., sveti Tarazij, sveta Valburga
- 26. februar/27. februar: sv. Nestor, mučenec
- 27. februar/28. februar: sv. Baldomir, spokornik
- 28. februar/29. februar: sv. Roman, opat

## Marec
- 1. marec: sv. Albin, škof
- 2. marec: sv. Neža, devica
- 3. marec: sv. Kunigunda, cesarica
- 4. marec: sv. Kazimir
- 5. marec: sv. Hadrijan, mučenec
- 6. marec: Fridolin, opat; sv. Julijan, škof; sv. Miroslav
- 7. marec: Perpetua in Felicita, mučenki
- 8. marec: sv. Janez od Boga, redovnik
- 9. marec: sv. Frančiška Rimska, redovnica
- 10. marec: sv. 40 mučencev, mučenci
- 11. marec: Konštantin, spokornik
- 12. marec: Gregor, sv. Doroteja, mučenka
- 13. marec: Kristina, mučenka; sv. Patricija, mučenka
- 14. marec: Matilda, kraljica; sv. Lazar Milanski, škof
- 15. marec: sv. Klemen Dvoržak, redovnik
- 16. marec: sv. Hilarij Oglejski, škof
- 17. marec: sv. Patrik, škof; sv. Jerica, devica
- 18. marec: sv. Ciril Jeruzalemski, škof in cerkveni učitelj, sv. Anzelm, filozof, teolog in nadškof Canterburyja
- 19. marec: sv. Jožef, Jezusov rednik
- 20. marec: sv. Klavdija, mučenka
- 21. marec: sv. Serapion, škof
- 22. marec: sv. Lea, spokornica
- 23. marec: sv. Turibij iz Mongroveja, škof; sv. Alonz, škof
- 24. marec: Katarina Švedska, redovnica
- 25. marec: sv. Marija
- 26. marec: sv. Larisa, mučenka
- 27. marec: sv. Rupert Salzburški, škof; sv. Geladij
- 28. marec: sv. Bojan, knez
- 29. marec: sv. Bertold, redovnik
- 30. marec: sv. Amadej, knez
- 31. marec: Modest Gosposvetski, škof; sv. Kornelija, mučenka; Benjamin, mučenec

## April
- 1. april: Hugo, škof; Ljuba
- 2. april: sv. Teodozija, mučenka; Frančišek Paolski
- 3. april: sv. Sikst I., papež; Irena
- 4. april: sv. Izidor Seviljski, škof
- 5. april: sv. Vincencij Ferrer, duhovnik
- 6. april: sv. Viljem, opat
- 7. april: sv. Janez Krstnik de la Salle, duhovnik
- 8. april: sv. Valter
- 9. april: sv. Valtruda
- 10. april: sv. Ezekiel, prerok
- 11. april: sv. Stanislav, škof
- 12. april: sv. Julij I., papež
- 13. april: sv. Ida, redovnica
- 14. april: sv. Valerijan, mučenec; sv. Lidvina
- 15. april: sv. Helena
- 16. april: sv. Bernardka Lurška, redovnica
- 17. april: sv. Rudolf, mučenec; sv. Inocenc
- 18. april: sv. Evzebij, škof
- 19. april: sv. Ema, redovnica
- 20. april: sv. Hilda, devica
- 21. april: sv. Anzelm, škof
- 22. april: sv. Hugo
- 23. april: sv. Jurij, mučenec
- 24. april: sv. Fidelis iz Sigmaringena, mučenec; Sv. Honorij, škof
- 25. april: sv. Marko, evangelist
- 26. april: Mati dobrega sveta, spomin; sv. Dominik in Gregor, redovnika; sv. Pashazij
- 27. april: Cita, devica; sv. Hozana Kotorska, devica
- 28. april: sv. Peter Chanel, mučenec
- 29. april: sv. Katarina Sienska, cerkvena učiteljica
- 30. april: sv. Pij V., papež

## Maj
- 1. maj: sv. Jožef Delavec, praznik
- 2. maj: sv. Atanazij Veliki, škof in cerkveni učitelj
- 3. maj: sv. Filip in Jakob, apostola, praznik
- 4. maj: sv. Florjan (Cvetko), mučenec
- 5. maj: Juta, spokornica; sv. Angel, mučenec
- 6. maj: sv. Dominik Savio, zavetnik mladine
- 7. maj: sv. Stanislav, škof
- 8. maj: sv. Bonifacij IV., papež
- 9. maj: sv. Pahomij Mlajši, puščavnik
- 10. maj: sv. Job, svetopisemski mož
- 11. maj: Estela, mučenka; sv. Mamert, škof
- 12. maj: sv. Leopold Mandić, redovnik
- 13. maj: Fatimska M. Božja, spomin
- 14. maj: sv. Bonifacij, mučenec
- 15. maj: sv. Zofija (Sonja), mučenka
- 16. maj: sv. Janez Nepomuk, mučenec
- 17. maj: Jošt, spokornik
- 18. maj: Leonard Murialdo, duhovnik; sv. Janez I, papež
- 19. maj: sv. Urban I., papež
- 20. maj: sv. Bernardin
- 21. maj: sv. Krištof, mučenec
- 22. maj: sv. Julija, mučenka
- 23. maj: sv. Dezider, mučenec; sv. Renata, spokornica
- 24. maj: Marija Pomočnica kristjanov, slovesni praznik
- 25. maj: sv. Beda Častitljivi, cerkveni učitelj
- 26. maj: Filip Neri, duhovnik
- 27. maj: bl.Alojzij Grozde, mučenec
- 28. maj: sv. Andrej Salos, suženj
- 29. maj: sv. Maksim Emonski, škof in mučenec
- 30. maj: Ivana Orleanska, devica; sv. Kancijan in tovariši, mučenci
- 31. maj: Obiskanje Device Marije, praznik

## Junij
- 1. junij: sv. Justin, škof in mučenec
- 2. junij: sv. Marcelin in Peter, mučenca
- 3. junij: Ugandski mučenci, mučenci
- 4. junij: sv. Filip Smaldone, duhovnik
- 5. junij: sv. Valerija in tovarišice, mučenke
- 6. junij: sv. Norbert, škof
- 7. junij: sv. Robert Newminstrski, opat
- 8. junij: sv. Medard, škof
- 9. junij: Primož in Felicijan, mučenca
- 10. junij: Diana, redovnica
- 11. junij: sv. Barnaba, apostol
- 12. junij: Eskil, mučenec
- 13. junij: sv. Anton Padovanski, cerkveni učitelj
- 14. junij: Valerij, mučenec; sv. Elizej, prerok, Tadej
- 15. junij: sv. Vid, mučenec
- 16. junij: Gvido Kortonski, redovnik
- 17. junij: Gregor Barbarigo, škof; sv. Beno
- 18. junij: sv. Gregor
- 19. junij: Romuald, opat; sv. Nazarij
- 20. junij: sv. Silverij, papež
- 21. junij: sv. Alojzij Gonzaga, zavetnik mladine
- 22. junij: Ahac in tovariši, mučenci
- 23. junij: Jezusovo Srce, slovesni praznik
- 24. junij: Rojstvo Janeza Krstnika, slovesni praznik
- 25. junij: sv. Viljem, opat
- 26. junij: sv. Vigilij, škof
- 27. junij: sv. Ema Krška, kneginja
- 28. junij: sv. Irenej, škof in mučenec
- 29. junij: sv. Peter in Pavel, apostola
- 30. junij: Prvi mučenci rimske Cerkve, spomin; sv. Ladislav Ogrski, kralj

## Julij
- 1. julij: sv. Estera
- 2. julij: sv. Frančišek Regis, redovnik
- 3. julij: sv. Tomaž, apostol
- 4. julij: sv. Urh, škof; Elizabeta
- 5. julij: sv. Ciril in Metod, slovanska apostola in sozavetnika Evrope
- 6. julij: sv. Marija Goretti, mučenka
- 7. julij: sv. Vilibald, škof
- 8. julij: sv. Kilijan, škof
- 9. julij: sv. Avguštin in drugi kitajski mučenci
- 10. julij: sv. Amalija, redovnica
- 11. julij: sv. Benedikt, opat, zavetnik Evrope
- 12. julij: sv. Mohor in Fortunat, mučenca
- 13. julij: Henrik, kralj
- 14. julij: Kamil de Lellis, duhovnik
- 15. julij:
- 16. julij: Karmelska Mati božja (Karmen, Karmela, Carmen, Karmi, Karmica, Karmina, Karmila, Karma)
- 17. julij: Aleš, spokornik
- 18. julij: Friderik, škof
- 19. julij: Arsen Veliki, puščavnik
- 20. julij: Marjeta Antiohijska, mučenka
- 21. julij: Lovrenc iz Brindisija, cerkveni učitelj
- 22. julij: Marija Magdalena, svetopisemska žena
- 23. julij: Brigita Švedska, redovnica
- 24. julij: Krištof, mučenec
- 25. julij: Jakob Starejši, apostol
- 26. julij: Joahim in Ana, starša Device Marije
- 27. julij: Gorazd, Kliment... učenci sv. Cirila in Metoda
- 28. julij: Viktor I., papež
- 29. julij: Marta, Lazarjeva sestra
- 30. julij:
- 31. julij: Ignacij Lojoski, ustanovitelj jezuitov

## Avgust
- 1. avgust: Alfonz Ligvorij, škof in cerkveni učitelj
- 2. avgust: Evzebij iz Vercellija, škof
- 3. avgust: Nikodem, Jezusov učenec
- 4. avgust: Janez Marija Vianej, arški župnik
- 5. avgust: Marija Snežna, spomin
- 6. avgust: Jezusova spremenitev, praznik
- 7. avgust: Sikst II., papež, mučenec
- 8. avgust: Dominik, ustanovitelj dominikancev
- 9. avgust: Terezija Benedikta od križa (Edith Stein), sozavetnica Evrope
- 10. avgust: Lovrenc, diakon, mučenec
- 11. avgust: Klara, devica
- 12. avgust: Ivana Šantalska, redovnica
- 13. avgust: sv. Hipolit, mučenec
- 14. avgust: sv. Maksimiljan Kolbe, mučenec
- 15. avgust: Marijino vnebovzetje, zapovedan praznik
- 16. avgust: sv. Rok, spokornik
- 17. avgust: Liberat, mučenec; sv. Hiacint, redovnik
- 18. avgust: sv. Helena, cesarica
- 19. avgust: Janez Eudes, duhovnik
- 20. avgust: sv. Bernard, opat
- 21. avgust: Pij X, papež; sv. Zdenko, škof
- 22. avgust: Devica Marija Kraljica
- 23. avgust: Roza iz Lime; sv. Irenej Rimski, mučenec
- 24. avgust: sv. Jernej (Natanael), apostol
- 25. avgust: sv. Ludvik, kralj
- 26. avgust: Tarcizij, mučenec
- 27. avgust: sv. Monika, mati sv. Avguština
- 28. avgust: Avguštin, škof
- 29. avgust: Mučeništvo Janeza Krstnika ("Janez brez glave")
- 30. avgust: Feliks, mučenec
- 31. avgust: Rajmund, apostol

## September
- 1. september: Egidij
- 2. september: blaženi Bernard
- 3. september: sveti Marino
- 4. september: Rozalija, devica
- 5. september: Viktorin, mučenik
- 6. september: Zaharija, prerok
- 7. september: Regina, devica in mučenka
- 8. september: Rojstvo Device Marije, praznik
- 9. september: Peter Klaver, duhovnik
- 10. september:Elizabeta
- 11. september: Hijacint, mučenik; sv. Ines, mučenka
- 12. september: Gvido; sv. Helga, spokornica
- 13. september: sv. Janez Zlatousti, škof
- 14. september: Povišanje sv. Križa, praznik, Stavros
- 15. september: sv. Žalostna Mati Božja (Dolores)
- 16. september: Sv. Kornelij Papež in Ciprijan, škof, mučenec
- 17. september:
- 18. september: Jožef Kupertinski
- 19. september: Januarij
- 20. september: Sv. koriejski mučenci
- 21. september: sveti Matej, apostol
- 22. september: Mavricij
- 23. september: Sv. Pij iz Pietrelcine, duhovnik
- 24. september: bl. Anton Martin Slomšek, škof
- 25. september: sv. Sergij, menih
- 26. september: sv. Kozma in Damijan, mučenca
- 27. september: sv. Vincencij Pavelski, redovnik in ustanovitelj lazaristov in usmiljenk
- 28. september: sv. Venčeslav, duhovnik in mučenec
- 29. september: sv. Mihael, Gabriel in Rafael, nadangeli
- 30. september: sveti Hieronim, duhovnik in cerkveni učitelj

## Oktober
- 1. oktober: Sveta Terezika Deteta Jezusa, devica in cerkvena učiteljica
- 2. oktober: sv. Angeli varuhi
- 3. oktober: sv. Frančišek Borgia
- 4. oktober: sveti Frančišek Asiški
- 5. oktober: sveta Marija Favstina Kowalska
- 6. oktober: sveti Bruno
- 7. oktober: Rožnovenska Mati božja
- 8. oktober: sv. Benedikta, mučenka
- 9. oktober: sv. Dionizij, škof; sv. Abraham in Sara, svetopisemski očak in žena
- 10. oktober: sv. Florencij, mučenec; sv. Danilo, mučenec
- 11. oktober: sv. Filip, diakon
- 12. oktober: sv. Maksimilijan Celjski, mučenec
- 13. oktober: sv. Koloman, mučenec
- 14. oktober: sv. Kalist, papež, mučenec
- 15. oktober: sv. Terezija Ávilska, cerkvena učiteljica
- 16. oktober: sv. Hedvika, redovnica; sv. Marjeta M. Alakok, redovnica
- 17. oktober: sv. Ignacij Antiohijski, škof in mučenec
- 18. oktober: sv. Luka, evangelist
- 19. oktober: sv. kanadski mučenci; sv. Pavel od Križa, duhovnik
- 20. oktober: sv. Irena, mučenka
- 21. oktober: sveta Uršula, mučenka
- 22. oktober: sv. Maria Saloma, svetopisemska žena
- 23. oktober: sv. Janez Kapistran, duhovnik
- 24. oktober: sv. Anton Klaret, škof
- 25. oktober: sv. Krizant in Darija, mučenca; sv. Darinka, mučenka
- 26. oktober: sv. Lucijan in Marcijan, mučenca
- 27. oktober: sv. Sabina Avilska, mučenka
- 28. oktober: sveti Simon in Juda Tadej, apostola
- 29. oktober: bl. Mihael Rua, redovnik
- 30. oktober: sv. Marcijan, škof; sv. Marcel, mučenec
- 31. oktober: sv. Bolfenk, škof

## November
- 1. november: Vsi sveti, slovesni zapovedani praznik; Sveti Čežarji
- 2. november: Spomin vseh vernih duš
- 3. november: sv. Viktorin Ptujski, škof in mučenec
- 4. november: sv. Karel Boromejski, škof
- 5. november:
- 6. november: sv. Lenart, opat
- 7. november: sv. Ernest, škof
- 8. november: sv. Bogomir, škof
- 9. november: Posvetitev Lateranske bazilike
- 10. november: Sv. Leon veliki, papež
- 11. november: sv. Martin, škof
- 12. november: Milan
- 13. november: sv. Stanislav Kostka, redovnik
- 14. november: sv. Nikolaj, duhovnik
- 15. november: sveti Albert Veliki, škof
- 16. november: sv. Marjeta Škotska
- 17. november: sv. Elizabeta Ogrska, redovnica
- 18. november: sv. Roman
- 19. november: Matilda, redovnica
- 20. november: sv. Gelazij, papež; Edmund, kralj
- 21. november: sv. Darovanje Device Marije
- 22. november: sv. Cecilija, devica in mučenka
- 23. november: sv. Klemen I., papež
- 24. november: sv. Andrej Dung in vietnamski mučenci
- 25. november: sv. Katarina Aleksandrijska, dev. in mučenka
- 26. november:Nil, lucijan
- 27. november:Sabina
- 28. november:
- 29. november:
- 30. november: apostol Andrej

## December
- 1. december:Natalija
- 2. december:Blanka
- 3. december: sv. Frančišek Ksaver, redovnik
- 4. december: sv. Janez Damaščan, duhovnik; sv. Barbara, mučenka
- 5. december: sv. Saba, opat in mučenec
- 6. december: sv. Nikolaj (Miklavž), škof
- 7. december: sv. Ambrož, škof
- 8. december: Brezmadežno spočetje Device Marije
- 9. december: sv. Peter Fourier, redovnik
- 10. december: Jana
- 11. december: sv. Damaz, papež
- 12. december: sv. Amalija, mučenka
- 13. december: sv. Lucija, devica
- 14. december: sv. Janez od Križa, cerkveni učitelj
- 15. december: sv. Kristina, devica
- 16. december: sv. Albina, mučenka
- 17. december:
- 18. december: sv. Gacijan, škof
- 19. december: sv. Urban, papež
- 20. december: sv. Evgen, mučenec
- 21. december: sv. Peter Kanizij, duhovnik
- 22. december: sv. Justina, redovnica
- 23. december: sv. Ivo, škof
- 24. december: Sveti večer - Adam in Eva
- 25. december: Božič, Gospodovo rojstvo
- 26. december: sv. Štefan
- 27. december: sv. Janez, evangelist
- 28. december: sv. Nedolžni otroci
- 29. december: sv. Tomaž Becket, škof
- 30. december:
- 31. december: sv. Silvester, papež